# Арабкерцева, Сусанна Борисовна
Сусанна Борисовна Арабкерцева (1946—2009) — советский и российский музыкант и педагог, профессор кафедры фортепиано Ростовской государственной консерватории им. С.В. Рахманинова.

## Биография
Родилась 29 июня 1946 года в Ростове-на-Дону.
После окончания школы закончила в 1964 году Ростовское училище искусств. Затем в 1970 году с отличием окончила Московскую государственную консерваторию. В 1974 году также с отличием завершила обучение в аспирантуре при Московской консерватории (у Я. Флиера и Б. Давидович).
Преподавала в Ростовской консерватории более 35 лет, подготовила более 50 музыкантов, работающих как в России, так и за рубежом.
Сусанна Арабкерцева неоднократно участвовала в работе жюри всероссийских и международных конкурсов исполнителей. Много лет является председателем государственных экзаменационных комиссий музыкальных училищ Северного Кавказа.
Также является автором около 30 публикаций; её работы посвящены проблемам теории и истории музыкального исполнительства. За свои труды, посвященные воздействию музыки на экологию общества, была избрана академиком Международной академии экологии и безопасности жизнедеятельности.
Указом Президента РФ от 07.02.2004 № 156 С. Б. Арабкерцевой было присвоено звание «Заслуженный артист Российской Федерации». Также является Заслуженным деятелем искусств Ингушетии.
Умерла 30 октября 2009 года в Ростове-на-Дону.
В Ростове-на-Дону на доме по адресу улица Суворова 19, где жила Арабкерцева, установлена памятная доска.

## Избранная библиография
- «Фортепианные произведения С. В. Рахманинова». Издательство «Терра», Ростов н/Д;
- «Изучение этюдов Черни, соч. 740». Издательство РГМПИ, Ростов н/Д;
- «Мендельсон. Песни без слов». Издательство Ростовской консерватории, Ростов н/Д.